# Mecze reprezentacji Polski w piłce siatkowej kobiet prowadzonej przez Jerzego Matlaka
Zestawienie meczów reprezentacji Polski w piłce siatkowej kobiet prowadzonej przez Jerzego Matlaka:

## Oficjalne mecze międzypaństwowe
| Nr   | Przeciwnik        | Miejsce  | Data            | Wynik (Polska-przeciwnik)               | Impreza                                   | Raport |
| 2009 | 2009              | 2009     | 2009            | 2009                                    | 2009                                      | 2009   |
| ---- | ----------------- | -------- | --------------- | --------------------------------------- | ----------------------------------------- | ------ |
| 1    | Belgia            | Rzeszów  | 17 lipca        | 3:2 (23:25, 25:14, 25:21, 19:25, 16:14) | eliminacje do Mistrzostw Świata 2010      |        |
| 2    | Francja           | Rzeszów  | 18 lipca        | 3:0 (25:17, 25:10, 32:30)               | eliminacje do Mistrzostw Świata 2010      |        |
| 3    | Turcja            | Rzeszów  | 19 lipca        | 1:3 (23:25, 19:25, 25:23, 26:28)        | eliminacje do Mistrzostw Świata 2010      |        |
| 4    | Tajlandia         | Kielce   | 31 lipca        | 2:3 (25:12, 23:25, 22:25, 25:19, 13:15) | World Grand Prix faza eliminacyjna        |        |
| 5    | Holandia          | Kielce   | 1 sierpnia      | 0:3 (23:25, 20:25, 21:25)               | World Grand Prix faza eliminacyjna        |        |
| 6    | Japonia           | Kielce   | 2 sierpnia      | 3:0 (25:20, 26:24, 27:25)               | World Grand Prix faza eliminacyjna        |        |
| 7    | Chiny             | Makau    | 7 sierpnia      | 2:3 (19:25, 27:25, 26:24, 14:25, 12:15) | World Grand Prix faza eliminacyjna        |        |
| 8    | Brazylia          | Makau    | 8 sierpnia      | 1:3 (22:25, 9:25, 25:13, 15:25)         | World Grand Prix faza eliminacyjna        |        |
| 9    | Tajlandia         | Makau    | 9 sierpnia      | 3:0 (26:24, 25:13, 25:22)               | World Grand Prix faza eliminacyjna        |        |
| 10   | Holandia          | Hongkong | 14 sierpnia     | 0:3 (17:25, 17:25, 13:25)               | World Grand Prix faza eliminacyjna        |        |
| 11   | Chiny             | Hongkong | 15 sierpnia     | 3:2 (25:21, 25:21, 18:25, 24:26, 15:11) | World Grand Prix faza eliminacyjna        |        |
| 12   | Dominikana        | Hongkong | 16 sierpnia     | 3:2 (22:25, 25:23, 25:14, 13:25, 15:11) | World Grand Prix faza eliminacyjna        |        |
| 13   | Hiszpania         | Łódź     | 25 września     | 3:2 (25:15, 25:20, 19:25, 23:25, 15:11) | Mistrzostwa Europy Pierwsza faza grupowa  |        |
| 14   | Chorwacja         | Łódź     | 26 września     | 3:0 (25:18, 25:13, 25:16)               | Mistrzostwa Europy Pierwsza faza grupowa  |        |
| 15   | Holandia          | Łódź     | 27 września     | 0:3 (18:25, 13:25, 23:25)               | Mistrzostwa Europy Pierwsza faza grupowa  |        |
| 16   | Belgia            | Łódź     | 29 września     | 3:1 (25:16, 21:25, 25:19, 25:12)        | Mistrzostwa Europy Druga faza grupowa     |        |
| 17   | Rosja             | Łódź     | 30 września     | 3:1 (24:26, 25:22, 25:22, 25:22)        | Mistrzostwa Europy Druga faza grupowa     |        |
| 18   | Bułgaria          | Łódź     | 1 października  | 3:1 (18:25, 25:20, 25:21, 25:23)        | Mistrzostwa Europy Druga faza grupowa     |        |
| 19   | Holandia          | Łódź     | 3 października  | 1:3 (11:25, 15:25, 25:20, 20:25)        | Mistrzostwa Europy – półfinał             |        |
| 20   | Niemcy            | Łódź     | 4 października  | 3:0 (25:16, 25:19, 25:23)               | Mistrzostwa Europy – mecz o 3. miejsce    |        |
| 2010 |                   |          |                 |                                         |                                           |        |
| 21   | Niemcy            | Gdynia   | 6 sierpnia      | 3:1 (25:18, 16:25, 25:22, 26:24)        | World Grand Prix faza eliminacyjna        |        |
| 22   | Dominikana        | Gdynia   | 7 sierpnia      | 3:0 (25:23, 25:16, 25:14)               | World Grand Prix faza eliminacyjna        |        |
| 23   | Stany Zjednoczone | Gdynia   | 8 sierpnia      | 3:1 (16:25, 26:24, 25:19, 25:23)        | World Grand Prix faza eliminacyjna        |        |
| 24   | Chińskie Tajpej   | Okayama  | 13 sierpnia     | 3:0 (25:16, 25:19, 25:15)               | World Grand Prix faza eliminacyjna        |        |
| 25   | Japonia           | Okayama  | 14 sierpnia     | 1:3 (25:19, 25:21, 19:25, 25:16)        | World Grand Prix faza eliminacyjna        |        |
| 26   | Niemcy            | Okayama  | 15 sierpnia     | 3:1 (25:23, 25:23, 29:31, 25:20)        | World Grand Prix faza eliminacyjna        |        |
| 27   | Chińskie Tajpej   | Mokp'o   | 20 sierpnia     | 3:0 (25:19, 25:18, 25:9)                | World Grand Prix faza eliminacyjna        |        |
| 28   | Portoryko         | Mokp'o   | 21 sierpnia     | 3:0 (25:20, 25:20, 25:14)               | World Grand Prix faza eliminacyjna        |        |
| 29   | Brazylia          | Mokp'o   | 22 sierpnia     | 0:3 (16:25, 25:27, 16:25)               | World Grand Prix faza eliminacyjna        |        |
| 30   | Stany Zjednoczone | Ningbo   | 25 sierpnia     | 2:3 (25:13, 25:18, 26:28, 19:25, 12:15) | World Grand Prix turniej finałowy         |        |
| 31   | Brazylia          | Ningbo   | 26 sierpnia     | 1:3 (21:25, 25:23, 20:25, 17:25)        | World Grand Prix turniej finałowy         |        |
| 32   | Chiny             | Ningbo   | 27 sierpnia     | 0:3 (19:25, 19:25, 17:25)               | World Grand Prix turniej finałowy         |        |
| 33   | Japonia           | Ningbo   | 28 sierpnia     | 3:1 (25:15, 21:25, 25:23, 25:22)        | World Grand Prix turniej finałowy         |        |
| 34   | Włochy            | Ningbo   | 29 sierpnia     | 1:3 (25:23, 15:25, 23:25, 17:25)        | World Grand Prix turniej finałowy         |        |
| 35   | Japonia           | Tokio    | 29 października | 2:3 (28:26, 25:21, 20:25, 23:25, 12:15) | Mistrzostwa Świata Pierwsza faza grupowa  |        |
| 36   | Serbia            | Tokio    | 30 października | 1:3 (25:19, 25:27, 24:26, 22:25)        | Mistrzostwa Świata Pierwsza faza grupowa  |        |
| 37   | Kostaryka         | Tokio    | 31 października | 3:0 (25:14, 25:12, 25:15)               | Mistrzostwa Świata Pierwsza faza grupowa  |        |
| 38   | Peru              | Tokio    | 2 listopada     | 3:0 (25:10, 25:15, 25:16)               | Mistrzostwa Świata Pierwsza faza grupowa  |        |
| 39   | Algieria          | Tokio    | 3 listopada     | 3:0 (25:17, 25:16, 25:12)               | Mistrzostwa Świata Pierwsza faza grupowa  |        |
| 40   | Korea Południowa  | Tokio    | 6 listopada     | 3:2 (12:25, 25:17, 25:18, 22:25, 17:15) | Mistrzostwa Świata Druga faza grupowa     |        |
| 41   | Rosja             | Tokio    | 7 listopada     | 0:3 (17:25, 21:25, 31:33)               | Mistrzostwa Świata Druga faza grupowa     |        |
| 42   | Chiny             | Tokio    | 9 listopada     | 0:3 (21:25, 23:25, 18:25)               | Mistrzostwa Świata Druga faza grupowa     |        |
| 43   | Turcja            | Tokio    | 10 listopada    | 3:1 (25:23, 24:26, 27:25, 25:22)        | Mistrzostwa Świata Druga faza grupowa     |        |
| 44   | Holandia          | Tokio    | 13 listopada    | 3:2 (24:26, 25:22, 25:22, 19:25, 15:9)  | Mistrzostwa Świata – mecze o miejsca 9-12 |        |
| 45   | Chiny             | Tokio    | 14 listopada    | 3:0 (25:23, 25:21, 25:22)               | Mistrzostwa Świata – mecz o 9. miejsce    |        |

## Bilans spotkań według krajów
| Lp.   | Reprezentacja     | Liczba meczów | Wygrane | Wygrane | Wygrane | Przegrane | Przegrane | Przegrane | Bilans meczów wygrane:przegrane | Bilans setów wygrane:przegrane |
| Lp.   | Reprezentacja     | Liczba meczów | 3:0     | 3:1     | 3:2     | 2:3       | 1:3       | 0:3       | Bilans meczów wygrane:przegrane | Bilans setów wygrane:przegrane |
| ----- | ----------------- | ------------- | ------- | ------- | ------- | --------- | --------- | --------- | ------------------------------- | ------------------------------ |
| 1     | Algieria          | 1             | 1       | -       | -       | -         | -         | -         | 1:0                             | 3:0                            |
| 2     | Belgia            | 2             | -       | 1       | 1       | -         | -         | -         | 2:0                             | 6:3                            |
| 3     | Brazylia          | 3             | -       | -       | -       | -         | 2         | 1         | 0:3                             | 2:9                            |
| 4     | Bułgaria          | 1             | -       | 1       | -       | -         | -         | -         | 1:0                             | 3:1                            |
| 5     | Chiny             | 5             | 1       | -       | 1       | 1         | -         | 2         | 2:3                             | 8:11                           |
| 6     | Chińskie Tajpej   | 2             | 2       | -       | -       | -         | -         | -         | 2:0                             | 6:0                            |
| 7     | Chorwacja         | 1             | 1       | -       | -       | -         | -         | -         | 1:0                             | 3:0                            |
| 8     | Dominikana        | 2             | 1       | -       | 1       | -         | -         | -         | 2:0                             | 6:2                            |
| 9     | Francja           | 1             | 1       | -       | -       | -         | -         | -         | 1:0                             | 3:0                            |
| 10    | Hiszpania         | 1             | -       | -       | 1       | -         | -         | -         | 1:0                             | 3:2                            |
| 11    | Holandia          | 5             | -       | -       | 1       | -         | 1         | 3         | 1:4                             | 4:14                           |
| 12    | Japonia           | 4             | 1       | 1       | -       | 1         | 1         | -         | 2:2                             | 9:7                            |
| 13    | Korea Południowa  | 1             | -       | -       | 1       | -         | -         | -         | 1:0                             | 3:2                            |
| 14    | Kostaryka         | 1             | 1       | -       | -       | -         | -         | -         | 1:0                             | 3:0                            |
| 15    | Niemcy            | 3             | 1       | 2       | -       | -         | -         | -         | 3:0                             | 9:2                            |
| 16    | Peru              | 1             | 1       | -       | -       | -         | -         | -         | 1:0                             | 3:0                            |
| 17    | Portoryko         | 1             | 1       | -       | -       | -         | -         | -         | 1:0                             | 3:0                            |
| 18    | Rosja             | 2             | -       | 1       | -       | -         | -         | 1         | 1:1                             | 3:4                            |
| 19    | Serbia            | 1             | -       | -       | -       | -         | 1         | -         | 0:1                             | 1:3                            |
| 20    | Stany Zjednoczone | 2             | -       | 1       | -       | 1         | -         | -         | 1:1                             | 5:4                            |
| 21    | Tajlandia         | 2             | 1       | -       | -       | 1         | -         | -         | 1:1                             | 5:3                            |
| 22    | Turcja            | 2             | -       | 1       | -       | -         | 1         | -         | 1:1                             | 4:4                            |
| 23    | Włochy            | 1             | -       | -       | -       | -         | 1         | -         | 0:1                             | 1:3                            |
| Razem | Razem             | 45            | 13      | 8       | 6       | 4         | 7         | 7         | 27:18                           | 96:74                          |

## Bilans spotkań według imprezy
| Rok   | Turniej | Miejsce | Liczba meczów | Zwycięstwa | Porażki | Sety  |
| ----- | ------- | ------- | ------------- | ---------- | ------- | ----- |
| 2009  | eMŚ     | 2.      | 3             | 2          | 1       | 7:5   |
| 2009  | GP      | 7.      | 9             | 4          | 5       | 17:19 |
| 2009  | ME      | 3.      | 8             | 6          | 2       | 19:11 |
| 2010  | GP      | 6.      | 14            | 8          | 6       | 29:22 |
| 2010  | MŚ      | 9.      | 11            | 7          | 4       | 24:17 |
| Razem | Razem   | Razem   | 45            | 27         | 18      | 96:74 |

## Mecze towarzyskie i sparingowe
| Nr   | Przeciwnik              | Miejsce            | Data            | Wynik (Polska-przeciwnik)               | Impreza                              | Raport |
| 2009 | 2009                    | 2009               | 2009            | 2009                                    | 2009                                 | 2009   |
| ---- | ----------------------- | ------------------ | --------------- | --------------------------------------- | ------------------------------------ | ------ |
| 1    | Kadra B                 | Piła               | 5 czerwca       | 3:1 (25:18, 25:13, 27:29, 25:18)        | mecz sparingowy                      |        |
| 2    | Chiny                   | Montreux           | 9 czerwca       | 0:3 (17:25, 21:25, 13:25)               | Volley Masters Montreux 2009         |        |
| 3    | Niemcy                  | Montreux           | 11 czerwca      | 3:0 (25:23, 25:17, 25:16)               | Volley Masters Montreux 2009         |        |
| 4    | Brazylia                | Montreux           | 12 czerwca      | 1:3 (18:25, 26:24, 14:25, 13:25)        | Volley Masters Montreux 2009         |        |
| 5    | Japonia                 | Montreux           | 13 czerwca      | 3:0 (25:22, 25:23, 25:21)               | Volley Masters Montreux 2009         |        |
| 6    | Niemcy                  | Montreux           | 14 czerwca      | 3:2 (25:21, 25:19, 22:25, 11:25, 15:11) | Volley Masters Montreux 2009         |        |
| 7    | Włochy                  | Turyn              | 16 czerwca      | 1:3 (25:27, 25:22, 22:25, 22:25)        | Torino International Volley Masters  |        |
| 8    | Chiny                   | Turyn              | 17 czerwca      | 1:3 (25:21, 22:25, 23:25, 18:25)        | Torino International Volley Masters  |        |
| 9    | Japonia                 | Turyn              | 18 czerwca      | 3:0 (27:25, 25:17, 25:18)               | Torino International Volley Masters  |        |
| 10   | Włochy                  | Turyn              | 19 czerwca      | 3:1 (25:11, 25:23, 15:25, 27:25)        | Torino International Volley Masters  |        |
| 11   | Japonia                 | Turyn              | 20 czerwca      | 3:1 (25:19, 12:25, 25:23, 25:18)        | Torino International Volley Masters  |        |
| 12   | Białoruś                | Piła               | 5 lipca         | 3:1 (25:14, 22:25, 25:11, 25:14)        | mecz kontrolny                       |        |
| 13   | Białoruś                | Piła               | 7 lipca         | 2:3 (25:14, 17:25, 25:18, 25:27,14:16)  | mecz kontrolny                       |        |
| 14   | Rosja                   | Rzeszów            | 14 lipca        | 3:0 (25:22, 25:19, 25:20)               | mecz towarzyski                      |        |
| 15   | Rosja                   | Łańcut             | 15 lipca        | 0:3 (22:25, 22:25, 16:25)               | mecz towarzyski                      |        |
| 16   | Serbia                  | Werona             | 11 września     | 2:3 (21:25, 25:15, 25:21, 19:25, 11:15) | Vital Nature Cup                     |        |
| 17   | Włochy                  | Werona             | 12 września     | 1:3 (25:20, 13:25, 22:25, 16:25)        | Vital Nature Cup                     |        |
| 18   | Belgia                  | Werona             | 13 września     | 3:2 (25:19, 22:25, 25:15, 22:25, 15:13) | Vital Nature Cup                     |        |
| 19   | Włochy                  | Łódź               | 22 września     | 2:3 (22:25, 16:25, 19:25, 25:23, 15:12) | mecz sparingowy                      |        |
| 2010 |                         |                    |                 |                                         |                                      |        |
| 20   | Chiny                   | Montreux           | 8 czerwca       | 0:3 (17:25, 23:25, 17:25)               | Volley Masters Montreux 2010         |        |
| 21   | Holandia                | Montreux           | 10 czerwca      | 1:3 (23:25, 25:16, 16:25, 23:25)        | Volley Masters Montreux 2010         |        |
| 22   | Kuba                    | Montreux           | 11 czerwca      | 0:3 (22:25, 21:25, 22:25)               | Volley Masters Montreux 2010         |        |
| 23   | Japonia                 | Montreux           | 12 czerwca      | 3:1 (26:24, 23:25, 25:20, 25:16)        | Volley Masters Montreux 2010         |        |
| 24   | Holandia                | Montreux           | 13 czerwca      | 3:0 (25:21, 25:22, 25:12)               | Volley Masters Montreux 2010         |        |
| 25   | Białoruś                | Węgierska Górka    | 16 lipca        | 3:2 (19:25, 25:20, 21:25, 25:21, 15:8)  | mecz towarzyski                      |        |
| 26   | Białoruś                | Szczyrk            | 16 lipca        | 2:2 (24:26, 18:25, 25:11, 25:20)        | mecz sparingowy                      |        |
| 27   | Białoruś                | Goczałkowice-Zdrój | 18 lipca        | 3:0 (25:12, 25:16, 25:17)               | mecz towarzyski                      |        |
| 28   | Rosja                   | Sopot              | 1 sierpnia      | 3:0 (26:24, 25:17, 25:23)               | mecz towarzyski                      |        |
| 29   | Rosja                   | Sopot              | 2 sierpnia      | 3:1 (25:22, 25:22, 19:25, 25:22)        | mecz towarzyski                      |        |
| 30   | Czechy                  | Katowice           | 17 września     | 3:2 (25:14, 25:12, 19:25, 19:25, 16:14) | Memoriał Agaty Mróz-Olszewskiej 2010 |        |
| 31   | Chorwacja               | Katowice           | 18 września     | 3:1 (18:25, 25:20, 25:21, 25:22)        | Memoriał Agaty Mróz-Olszewskiej 2010 |        |
| 32   | Serbia                  | Katowice           | 19 września     | 2:3 (25:20, 23:25, 27:25, 19:25, 12:15) | Memoriał Agaty Mróz-Olszewskiej 2010 |        |
| 33   | Urałoczka Jekaterynburg | Legionowo          | 25 września     | 2:3 (22:25, 23:25, 25:20, 25:20, 10:15) | mecz sparingowy                      |        |
| 34   | Urałoczka Jekaterynburg | Legionowo          | 26 września     | 3:1 (25:21, 25:20, 22:25, 27:25)        | mecz sparingowy                      |        |
| 35   | Muszynianka Muszyna     | Szczyrk            | 5 października  | 3:1 (25:23, 25:22, 13:25, 25:16)        | mecz sparingowy                      |        |
| 36   | Denso Airybees          | Węgierska Górka    | 5 października  | 3:1 (23:25, 25:17, 25:20, 25:14)        | mecz sparingowy                      |        |
| 37   | Czechy                  | Szczyrk            | 9 października  | 3:0 (25:20, 25:22, 25:23)               | mecz towarzyski                      |        |
| 38   | Czechy                  | Szczyrk            | 10 października | 3:0 (26:24,25:22, 25:21)                | mecz towarzyski                      |        |
| 39   | Urałoczka Jekaterynburg | Spała              | 18 października | 3:2 (25:22, 20:25, 25:18, 22:25, 15:8)  | mecz sparingowy                      |        |
| 40   | Urałoczka Jekaterynburg | Spała              | 19 października | 1:3 (26:28, 21:25, 25:21, 16:25)        | mecz sparingowy                      |        |
| 41   | Kanada                  | Tokio              | 25 października | 4:1 (25:16, 25:18, 25:13, 20:25, 25:22) | mecz sparingowy                      |        |
| 42   | Niemcy                  | Tokio              | 26 października | 2:3 (25:15, 19:25, 25:27, 25:17, 9:15)  | mecz sparingowy                      |        |